# Manouria emys
Manouria emys är en sköldpaddsart som beskrevs av  Hermann Schlegel och Salomon Müller 1844. Manouria emys ingår i släktet Manouria och familjen landsköldpaddor. IUCN kategoriserar arten globalt som starkt hotad.

## Utbredning
Arten förekommer i Bangladesh, Indien, Indonesien, Malaysia, Myanmar, Thailand och Vietnam.

## Underarter
Arten delas in i följande underarter:
- M. e. emys
- M. e. phayrei